# إدوارد كورتيس ولز
إدوارد كورتيس ولز (بالإنجليزية: Edward Curtis Wells)‏ هو مهندس أمريكي، ولد في 26 أغسطس 1910 في بويسي في الولايات المتحدة، وتوفي في 1 يوليو 1986 في بالفيو في الولايات المتحدة.